# CP-140 オーロラ
CP-140 オーロラ
CP-140A アークツゥルス
CP-140
- 用途：哨戒
- 分類：対潜哨戒機
- 製造者：ロッキード社
- 運用者：カナダ（カナダ空軍）
- 生産数：18機/3機
- 運用開始：1980年
- 運用状況：現役

CP-140 オーロラはカナダ空軍が運用している対潜哨戒機/海洋監視機。ロッキードP-3Cの派生型である。

## 概要
カナダ空軍は旧式化してきたCP-107 アーガス対潜哨戒機の後継機を求めており、それは1980年代前半に取得する予定であった。これにはアメリカ合衆国のロッキードP-3Cの派生型を導入することとなり、名称はCP-140 オーロラ(Aurora)と命名された。
CP-140の機体はP-3Cを母体としているが、ソノブイ発射口の数は減らされ、空いた箇所に垂直パノラマ式カメラを搭載できるようになっている。対潜機材および洋上監視システムについてはS-3ヴァイキングの機材を基にしたものを搭載している。また機内配置も異なり、搭乗員は密接な連携を取れるように戦術航空士（TACCO）を中心とした「コ」の字型配置のコンソールに座る形になっている。
CP-140は1980年より18機が導入され機体は第14航空団に集中配備されて冷戦期には北大西洋上での対潜哨戒にあたった。冷戦終結後は長距離哨戒機として任務の多様化が図られ、21世紀に入ってからはカナダ国内軍や王立カナダ騎馬警察などと協力しての対テロ警戒、麻薬密輸監視の任務に従事している。また、対テロ戦争の一環として中東海域へも派遣されている。近年は北朝鮮の瀬取り監視参加のため日本にも飛来するようになっている。
一部の機体は老朽化してきたため、延命・近代化が1998年より段階的に進められている。
2023年11月30日、ボーイングはカナダ政府がCP-140の後継機にP-8Aを選定したと発表した。

## CP-140A アークツゥルス

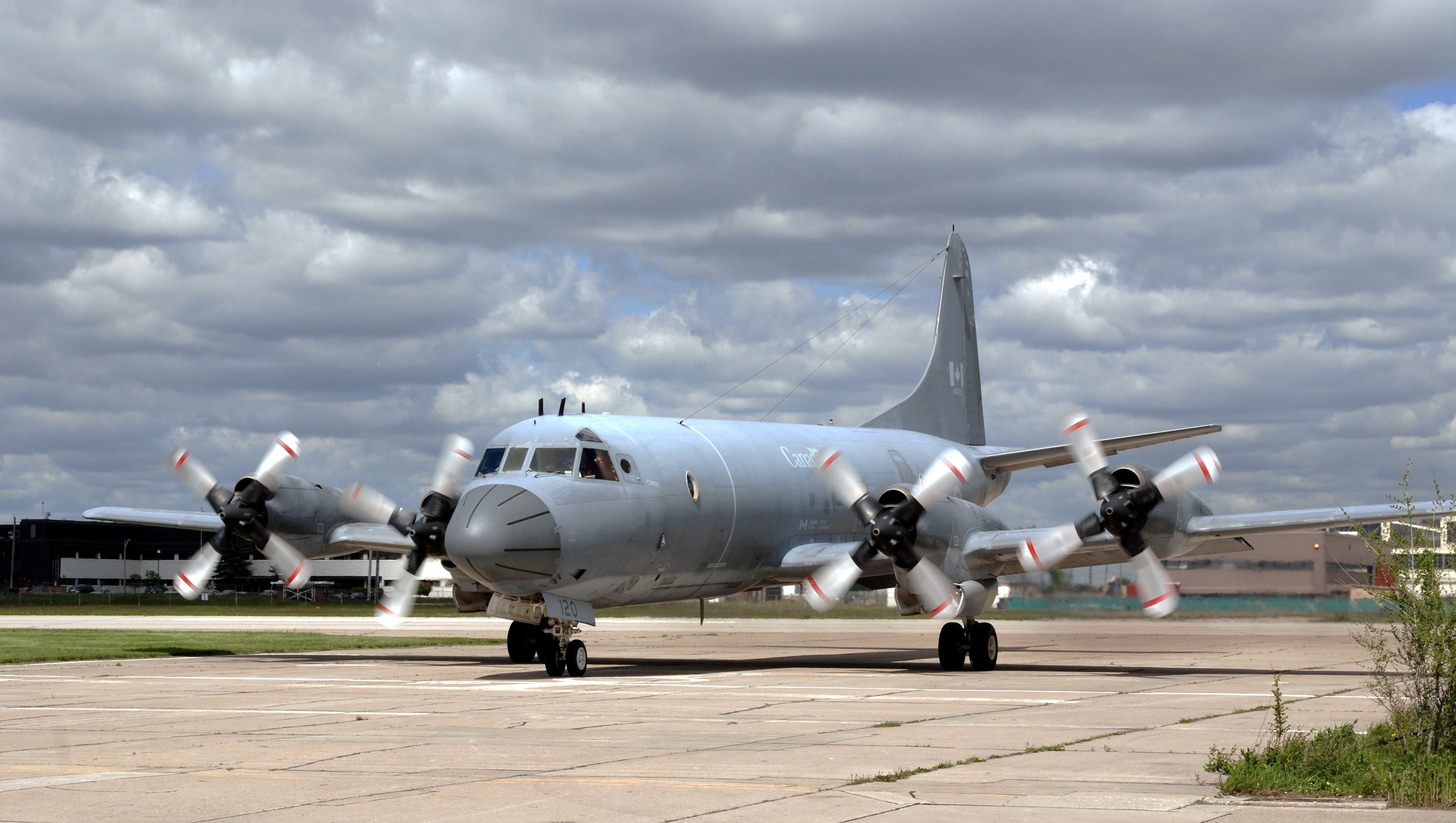
CP-140A アークツゥルス

1991年にP-3の生産が一旦打ち切られると、CP-140の生産も困難となった。そのため、余剰機体を導入することとなったが、これは対潜器材が省略されたものであり、CP-140A アークツゥルス(Arcturus)と命名された。CP-140Aは3機が導入され、飛行訓練および海洋監視任務に付けられた。
CP-140Aは2011年に退役した。

## 要目
- 乗員： 12-15名
- 全長： 35.61 m
- 全幅： 30.38 m
- 全高： 10.49 m
- エンジン： アリソン T56A-14 ターボプロップ ×4
- 出力： 4,600馬力
- 最大速度： 750 km/h
- 航続距離： 9,300km
- 実用上昇限度：10,700 m